# Marc Couturier
Pour les articles homonymes, voir Couturier.
Marc Couturier est un artiste plasticien et sculpteur français né le 21 juillet 1946 à Mirebeau-sur-Bèze (Côte-d'Or).

## Biographie
Autodidacte et arrivé tardivement dans le domaine de l'art (1984), Marc Couturier vit et travaille à Paris .
Dans les années 1990, il développe un nouveau concept artistique, celui du « redressement » : l’artiste choisit, collecte et « redresse » divers objets, matières ou surfaces, non faits de main d’homme, dans lesquels apparaissent des paysages ou des figures. Il les assemble et les détourne pour créer des œuvres entre humour et poésie.
Il participe à de nombreuses expositions, en France et à l'étranger.
Plusieurs de ses œuvres figurent dans des collections de musées ou dans des espaces publics, profanes ou religieux.

## Expositions (sélection)
1985 : Biennale de sculpture de Belfort
1985 : Ville de Paris, Grand Nadir
1986 : Salon de la jeune sculpture, Paris
1987 : Fondation Cartier pour l'art contemporain, Jouy-en-Josas
1989 : Galerie Michel Vidal, Paris
1989 : Fondation Cartier pour l'art contemporain, Jouy-en-Josas
1989 :  Simultanément au Centre Georges-Pompidou et à la Grande halle de la Villette, à Paris, Magiciens de la Terre
1993 : Fondation Cartier pour l'art contemporain,  les Dessins du troisième jour
1993 : Fondation Cartier pour l'art contemporain, Jouy-en-Josas
1993 : Philippe Briet Gallery, New York
1994 : Musée d'Art moderne Grand-Duc Jean (Mudam), Luxembourg, le Troisième Jour
1995 exhibition Marc Couturier, Temple Tō-ji, Kyoto
1996 : Fondation Cartier pour l'art contemporain
1997 : PS1 Museum, New York, Heaven
1998 : Galerie Praz-Delavallade, Paris
2000 : Avignon, La beauté
2001 : Musée national des Arts d'Afrique et d'Océanie (Maao)
2006 : Monastère royal de Brou
2006 : Galerie Praz-Delavallade, Paris
2006 : Musée d'Art moderne Grand-Duc Jean, Luxembourg, le Troisième Jour
2006 : Musée d'Art contemporain de Tokyo
2008 : Centre Georges-Pompidou, Paris, Traces du Sacré
2010 : Centre Pompidou-Metz carte blanche à Marc Couturier
2011 : Galerie Maeght, Paris
2012 : Musée de la Chasse et de la Nature, Paris, le Troisième JourA cette occasion, le peintre a produit sa propre interprétation de la Genèse, avec des oeuvres telles que Lumière primordiale, des paysages animés, suivi du le Troisième Jour avec l'arrivée du règne animal,.
2014 : Palais de Tokyo, Inside
2014 : Centre Pompidou-Metz; Formes simples
2015 : Musée d'Art Mori Tokyo, Simple Forms: Contemplating Beauty - Mori Art Museum, Tokyo
2015 : Musée du Quai Branly, Paris  installation L'Aleph
2016 : Domaine de Chaumont-sur-Loire, huitième saison d'art
2016 : Centre Pompidou-Metz
2016 : Abbaye de Fontfroide, (Aude), barque miroir
2017 : Musée d'Art de Séoul (SeMA), Collection Fondation Cartier, Highlights
2017 : Galerie Barnoud, Quétigny, Fruits de la passion
2017 : Musée Zadkine, Paris, Être pierre
2017 : Grand Palais (Paris), Jardins
2017 : Fondation Villa Datris, L'Isle-sur-la Sorgue, De Nature en Sculpture
2017 : Espace Muraille, Genève, Voyage, voyage, des acubas aux dames de nage
2018 : Galerie Robespierre, Grande-Synthe, Apparition du dessin
2018 : Galerie Laurent Godin, Paris, L’Embarquement…
2018 : Power Station of Art, Shangaï, Fondation Cartier pour l'art contemporain, A Beautiful Elsewhere
2018 : Galerie Christophe Gaillard, Paris, Dessine-moi un drapeau
2019 : Domaine de Chaumont-sur-Loire, vestibule château, Vous êtes ici
2019 : Abbaye du Thoronet, …et l’ombre
2019 : Kunsthalle, Munich, The Fabric of Modernity
2020 : Galerie Mouvements, Paris, Incubes & Succubes (à confirmer vu pandémie)
2020 : Fort Sainte-Agathe, Porquerolles, Fondation Carmignac, Marc Couturier (à confirmer vu pandémie),,,,,.

## Œuvre
Selon les critiques, son art est qualifié d'aérien, minimaliste, conceptuel, poétique, symboliste, voire mystique, et ses œuvres, jugées irréelles, intemporelles, en lévitation, immatérielles, spirituelles, secrètes, mystérieuses, sacrées. Leur taille peut être intimiste ou monumentale.
Les matériaux qu'il travaille sont très divers : tôle d'acier, notamment sous forme de lame, bronze, métaux précieux, verre moulé ou à plat, porcelaine, bois, papier, textile. Quant à ses « redressements », leur matière dépend du hasard de la découverte.

## Collections publiques

### Œuvres profanes
Son tapis Acuba, réalisé en 1985 par la manufacture de la Savonnerie intégrée dans la manufacture des Gobelins, est maintenant propriété du Mobilier national.
Le Fonds national d'art contemporain (FNAC) a acquis un exemplaire de la série des barques de Saône (barques-miroirs), qui fait partie de la collection de l'Institut d'art contemporain de Villeurbanne.
La Flamme de la liberté (en) est une œuvre commandée à Marc Couturier pour matérialiser l’amitié unissant la France et le Japon. D'une hauteur de 27 mètres, elle est en bronze et aluminium doré à la feuille d'or et a été inaugurée en 2001 sur des terrains gagnés sur la baie de Tokyo, dans le quartier d'Odaiba,.

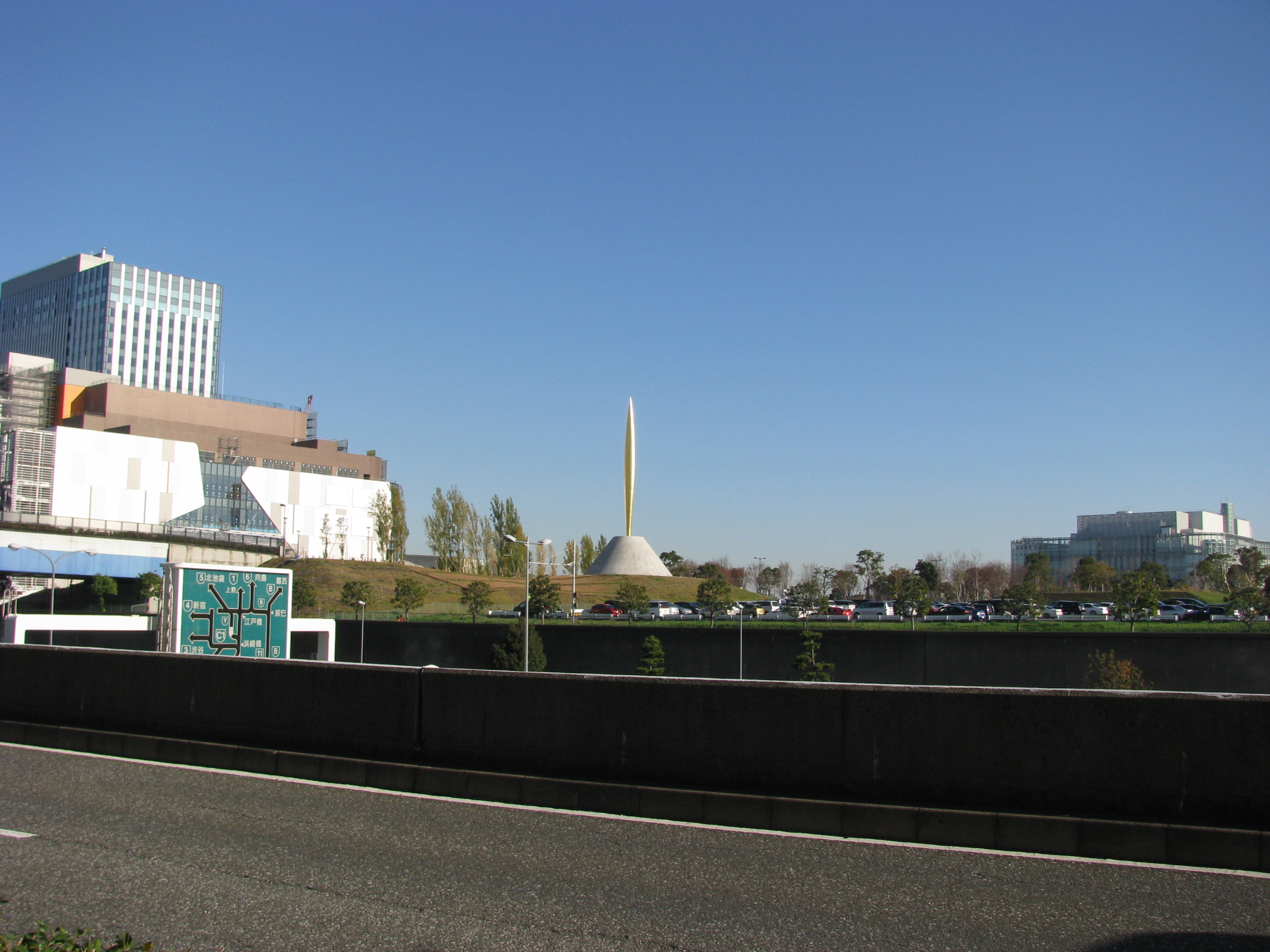
Au centre, Flamme de la Liberté

Ses œuvres sont présentes dans d'autres collections publiques et privées :
Centre Georges-Pompidou
Musée national d'Art moderne
Manufacture nationale des Gobelins
Manufacture nationale de Sèvres
Fondation Cartier pour l’art contemporain
Fonds national d'art contemporain
Plusieurs Fonds régionaux d'art contemporain (FRAC)
Musée d'Art moderne Grand-Duc Jean (Mudam), Luxembourg.
Série barque de Saône (barque-miroir) : Acquisition en 2002 par le Fonds national d'art contemporain (FNAC) ; un exemplaire fait partie de la collection de l'Institut d'art contemporain de Villeurbanne depuis 1993.

### Œuvres religieuses
Dans le cadre d'un concours initié par le diocèse de Paris en partenariat avec la Commande publique de l'État, il se voit attribuer en 1994 la commande pour la réalisation, dans le chœur de la Cathédrale Notre-Dame de Paris, d'un ensemble intitulé Croix et Gloire, devant surmonter la Pietà de Nicolas Coustou. La Croix est une structure sculptée en bois recouverte à la feuille d'or. La Gloire, objet-halo au-dessus de la Croix, d'une constitution analogue, suggère une forme de poisson, symbole chrétien. Les dimensions de la Gloire et de la barre horizontale de la Croix sont en harmonie avec l’écartement des bras de la Pietà. L' œuvre a survécu à l'incendie du 15 avril 2019,.

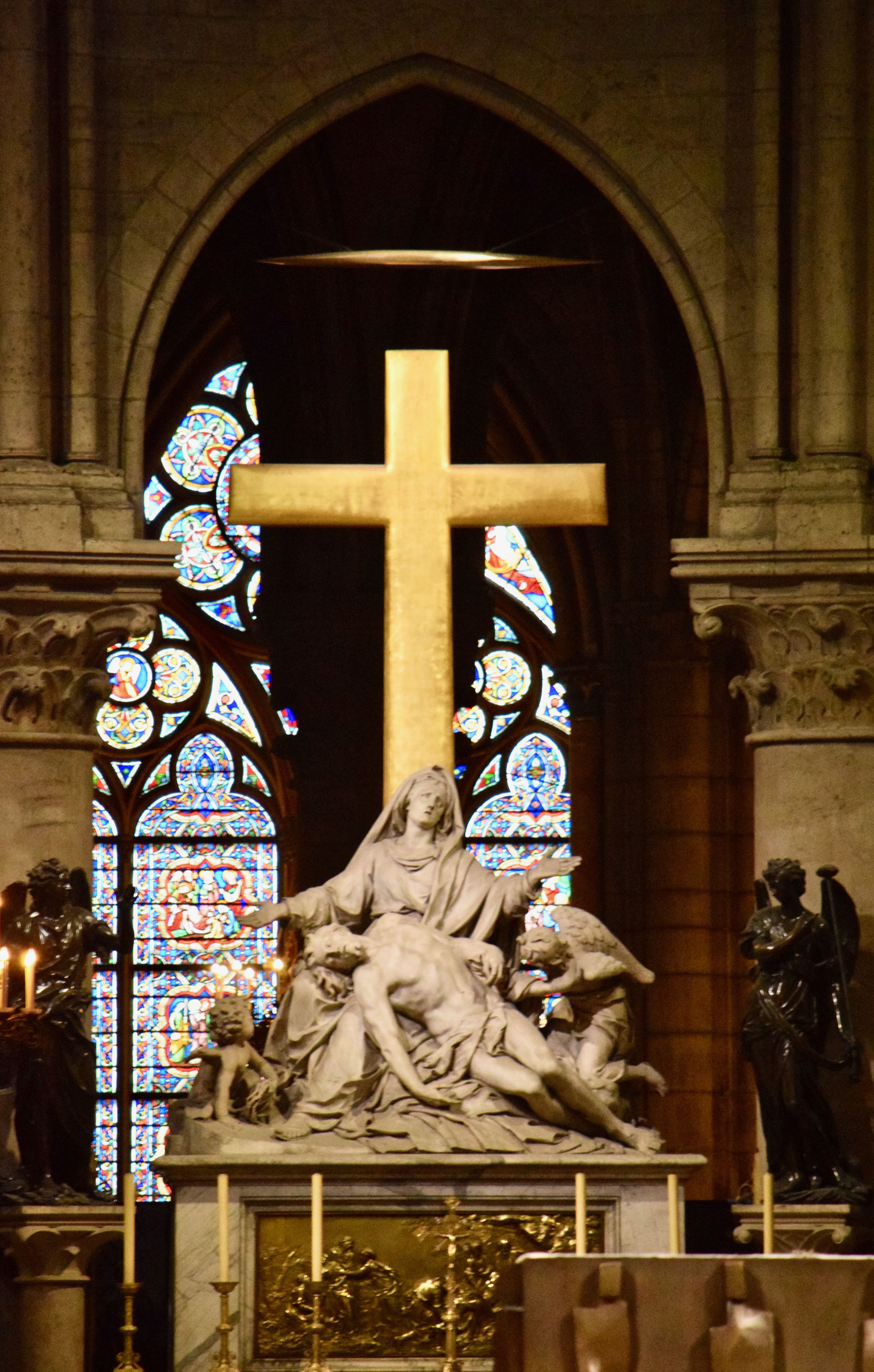
N-D de Paris. Croix et Gloire. Marc Couturier

En 1994, il réalise les vitraux de l'église Saint-Léger d'Oisilly en Côte-d'Or, qui ont pour thème la création du monde,, et en 1995, un autel pour l'église Saint-Denys-du-Saint-Sacrement à Paris.

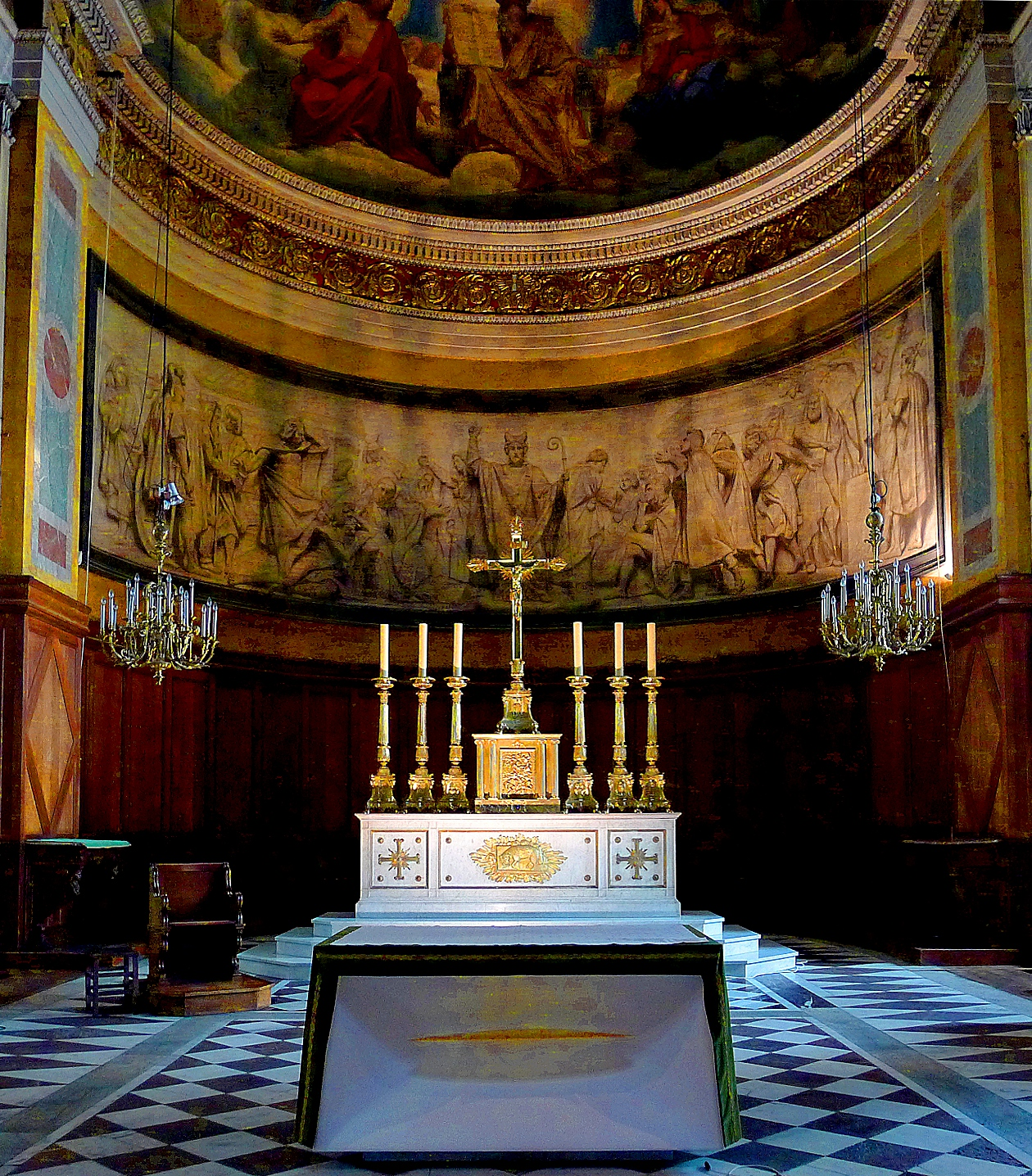
St Denys-du-St Sacrement. Autel, par Marc Couturier

Depuis 1998, dominant le parvis de l'église Saint-Georges de Sélestat, une lame de sa conception, en fonte d'aluminium, dorée à la feuille d'or, est fixée sur le mur pignon d'une construction remontant au Moyen Âge.
Pour la chapelle des Cromot, au château de Vassy (Yonne) (Yonne), Marc Couturier conçoit en 2019 une croix en fer, dorée à la feuille, ainsi que des vitraux réalisés par le maître-verrier Jean-Dominique Fleury.

## Distinctions
- Chevalier de l'ordre des Arts et des Lettres (2007)[19]
- En 2020, le prix de la Fondation Gianadda lui est décerné[5].